# Људи са Менхетна
Људи са Менхетна (енгл. Mad Men) је телевизијска серија која се од 2007. до 2015. емитовала на каналу AMC, а чији је креатор Метју Вајнер. Првих шест сезона имају по тринаест епизода, док је седма (и последња), која има четрнаест, подељена на два дела од по седам епизода. Прва половина седме сезоне је приказана почев од 13. априла 2014, док је других седам епизода приказано у пролеће 2015. године.
Радња серије смештена у шездесете године двадесетог века, у фиктивну маркетиншку агенцију Стерлинг–Купер на Менхетну (Њујорк). Фирма је касније променила назив у Стерлинг–Купер–Дрејпер–Прајз, а потом у Стерлинг–Купер и партнери. Термин Људи са Менхетна (или тачније Момци са Медисона, како је назив преведен у Хрватској) исковали су педесетих њујоршки маркетиншки магови. Централна фигура серије је Доналд Дон Дрејпер, креативни директор агенције, те се кроз седам сезона прате, како догађаји из његовог пословног окружења, тако и породични живот и проблеми које има са супругом, Бети Дрејпер. Неке од тема којима се серија бави су старење, смрт, усамљеност, каријеризам, родитељство, и најконтроверзнија – превара и неверство. Као битни мотиви провлаче се и одређени историјски догађаји, попут смрти Мерилин Монро, атентата на Џона Кенедија, убиства Мартина Лутера Кинга, слетање на месец Нила Армстронга и поједине историјске личности (Конрад Хилтон, Ричард Никсон, Одри Хепберн, Грејс Кели, Мухамед Али, Касијус Клеј...)
Серија је освојила одличне критике и велики број фанова широм света. Поред тога, добила је и петнаест Еми награда и четири Златна глобуса. Од треће сезоне (2009. година) па до 2014, Људи са Менхетна спада међу десет најгледанијих ТВ–серија на свету, уз Игру престола, Чисту хемију, Модерну породицу, Праву крв, Америчку хорор причу, Увод у анатомију, Даунтонску опатију, Доктора Хауса и Два и по мушкарца, док је по мишљењу Удружења писаца Америке на седмом месту на листи сто најбоље написаних ТВ–серија свих времена.

## Радња
Смештена у шездесете године 20. века, ова провокативна серија прати животе безкрупулозно амбициозних људи и жена у свету адвертајзинга где се све своди на купопродају.  
Серија се врти око Дона Дрејпера, успешног менаџера сумњиве прошлости и његових колега из рекламне агенције на Медисон Авенији у Њујорку.  Поред успеха у свом послу Дон има великог успеха и код жена. Иако код куће има узорну супругу, домаћицу из предграђа, Бети, Дон има љубавницу Миџ Денијелс која је сушта супротност од њега, а поред ње има аферу и са Рејчел Менкен, независном и успешном женом, која не дозвољава ниједном мушкарцу да јој говори како да ради свој посао.  Са друге стране, имамо слику његове секретарице Пеги Олсон која покушава да се прилагоди мушком свету уз савете искусне секретарице Џоун Холовеј, затим младог и бескрупулозног менаџера Пита Kембела који је бацио око на Пеги иако има вереницу.

## Главне улоге
| Глумац             | Улога                        |
| ------------------ | ---------------------------- |
| Џон Хам            | Доналд „Дон” Дрејпер         |
| Елизабет Мос       | Пеги Олсен                   |
| Џанјуари Џоунс     | Бети Дрејпер (после Френсис) |
| Кристина Хендрикс  | Џоун Холовеј                 |
| Винсент Картајазер | Пит Кембел                   |
| Џон Слетери        | Роџер Стерлинг               |
| Арон Стејтон       | Кен Косгроув                 |
| Рич Сомер          | Хари Крејн                   |
| Мајкл Гледис       | Пол Кинси                    |
| Брајан Бет         | Салваторе „Сал” Романо       |
| Роберт Морс        | Бертрам „Берт” Купер         |
| Кирнан Шипка       | Сали Дрејпер                 |
| Меги Сиф           | Рејчел Кац                   |
| Џаред Харис        | Лејн Прајс                   |
| Џесика Паре        | Меган Калве (после Дрејпер)  |
| Џеј Р. Фергусон    | Стен Рицо                    |
| Кристофер Стенли   | Хенри Френсис                |
| Кевин Рам          | Тед Чао                      |
| Бен Фелдман        | Мајкл Гинсберг               |

## Епизоде
| Сезона | Сезона | Епизоде | Епизоде | Оригинално емитовање | Оригинално емитовање |
| Сезона | Сезона | Епизоде | Епизоде | Премијера            | Финале               |
| ------ | ------ | ------- | ------- | -------------------- | -------------------- |
|        | 1.     | 13      | 13      | 19. јул 2007.        | 18. октобар 2007.    |
|        | 2.     | 13      | 13      | 27. јул 2008.        | 26. октобар 2008.    |
|        | 3.     | 13      | 13      | 16. август 2009.     | 8. новембар 2009.    |
|        | 4.     | 13      | 13      | 25. јул 2010.        | 17. октобар 2010.    |
|        | 5.     | 13      | 13      | 25. март 2012.       | 10. јун 2012.        |
|        | 6.     | 13      | 13      | 7. април 2013.       | 23. јун 2013.        |
|        | 7.     | 14      | 7       | 13. април 2014.      | 25. мај 2014.        |
|        | 7.     | 14      | 7       | 5. април 2015.       | 17. мај 2015.        |